# UFC 214
UFC 214: Cormier vs. Jones 2 fue un evento de artes marciales mixtas organizado por Ultimate Fighting Championship que se celebró el 29 de julio de 2017 en el Honda Center en Anaheim, California.

## Historia
Para este evento se había previsto una pelea por el Campeonato de Peso Semipesado de UFC entre el actual campeón Daniel Cormier y el ex campeón Jon Jones. La pareja se reunió previamente en UFC 182 en enero de 2015 con Jones defendiendo su título por decisión unánime. Después de esa victoria, Jones fue despojado del título y suspendido indefinidamente de la UFC en relación con un incidente de atropello y fuga en el que estuvo involucrado. Cormier lo reemplazó y derrotó a Anthony Johnson en UFC 187 para ganar el título vacante. Originalmente se esperaba que su revancha tuviera lugar en UFC 197, pero Cormier se retiró tres semanas antes del evento debido a una lesión y fue reemplazado por Ovince Saint Preux, en lo que se convirtió en una pelea por el título interino. Jones derrotó a Saint Preux por decisión unánime y ganó el título interino. La pelea fue programada nuevamente y se esperaba que encabezara UFC 200 en julio de 2016. Sin embargo, USADA retiró a Jones de la pelea debido a una posible violación de la Política Antidopaje derivada de una recolección de muestras fuera de competencia en 16 de junio. La muestra "B" de Jones también resultó positiva para las mismas sustancias y Jones fue suspendido por un año, retroactivamente al 6 de julio de 2016. Sin embargo, la revancha Cormier-Jones se anunció oficialmente el 12 de mayo. su condición de evento principal o coestelar no se confirmó inicialmente. El presidente de UFC, Dana White, confirmó que la pelea encabezaría este evento, a pesar de problemas anteriores con respecto a Jones. También anunció que Jimi Manuwa participaría en esta cartelera y, si algo sucediera en el evento principal, Manuwa sería el reemplazo. El 31 de mayo, Volkan Oezdemir fue anunciado como su oponente.
La ex campeona de peso pluma femenino de Strikeforce y campeona de peso pluma de Invicta FC, Cristiane Justino (comúnmente conocida como Cris Cyborg) expresó su deseo de enfrentarse a la campeona inaugural de peso pluma femenino de UFC, Germaine de Randamie, en este evento. Sin embargo, de Randamie indicó que no se enfrentaría a Cyborg debido a sus repetidas transgresiones con PED (a pesar de que Cyborg solo reprobó una prueba en 2011). El UFC decidió despojarla del título el 19 de junio debido a su negativa a defenderlo y luego programó a Cyborg contra la recién llegada promocional y actual campeona de peso pluma del Invicta FC, Megan Anderson, por el título vacante. A su vez, Anderson se retiró el 27 de junio por motivos personales y fue reemplazado por la actual campeona de peso gallo del Invicta FC, Tonya Evinger.
El 28 de junio, se anunció una pelea por el Campeonato de Peso Wélter de UFC entre el actual campeón Tyron Woodley y el ex retador del Campeonato de Peso Medio de UFC y múltiples veces campeón mundial de jiu-jitsu Demian Maia como la tercera pelea por el título de este evento.

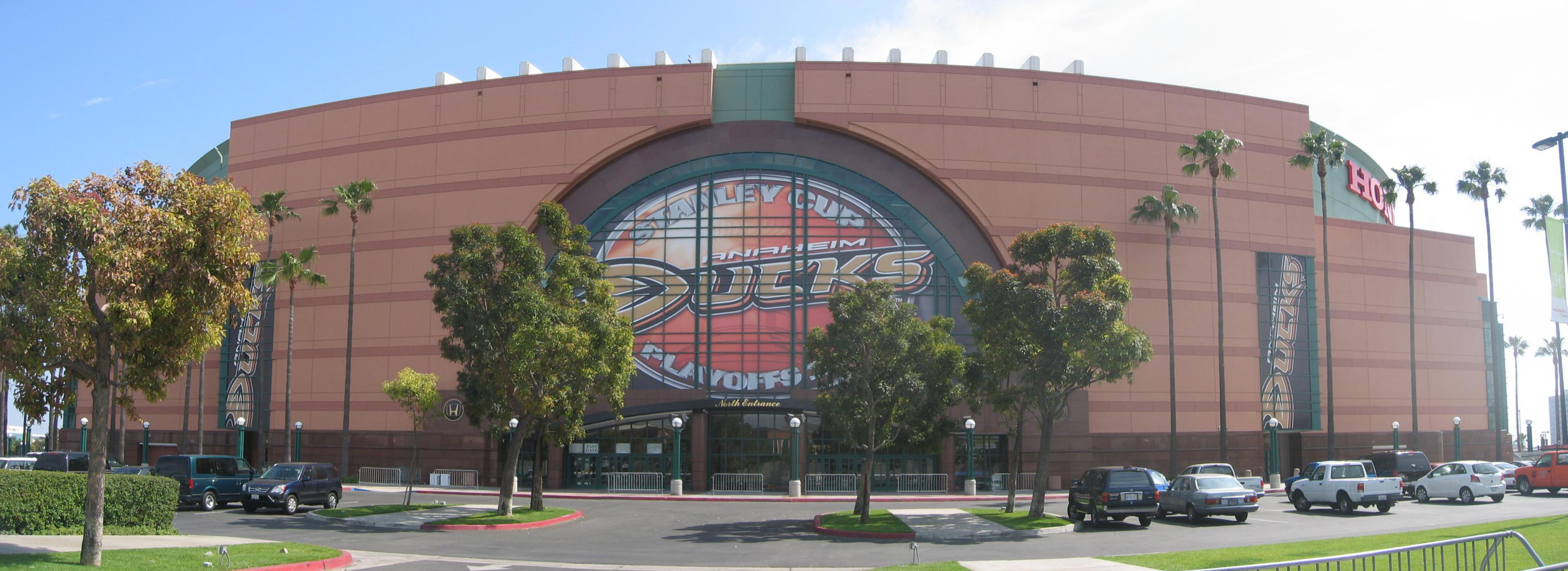
Hogar de los Anaheim Ducks, el Honda Center fue sede de su séptimo evento de UFC.

Una pelea de peso pluma entre los ex retadores al Campeonato de Peso Pluma de UFC Ricardo Lamas y Chan Sung Jung estaba originalmente en proceso para UFC on Fox: Weidman vs. Gastelum. Sin embargo, el 12 de mayo, se confirmó la pelea para este evento.  El emparejamiento estaba originalmente programado para tener lugar en julio de 2013 en UFC 162 , pero Jung fue retirado de la pelea a favor de una pelea por el título contra el entonces campeón José Aldo en UFC 163. Posteriormente, Jung se retiró de la pelea a principios de junio debido a una grave lesión en la rodilla. Fue reemplazado por Jason Knight.
Se esperaba que Doo Ho Choi se enfrentara a Andre Fili en el evento, pero se retiró el 14 de junio debido a una lesión. El 15 de julio, el recién llegado a la promoción Calvin Kattar fue anunciado como su reemplazo.
Se esperaba que Claudio Puelles enfrentara a Sage Northcutt, pero se retiró el 19 de junio debido a una lesión en la rodilla. Fue reemplazado por John Makdessi .  A su vez, la pelea fue cancelada el 14 de julio debido a que ambos peleadores resultaron heridos.
Una pelea de peso wélter entre el ex campeón de peso wélter de UFC Robbie Lawler y el ex retador al campeonato de peso ligero de UFC Donald Cerrone fue reservada originalmente para UFC 205. Sin embargo, Lawler se retiró para tomarse un poco más de tiempo luego de recuperarse de su pelea anterior en UFC 201. La pelea fue reprogramada para el 8 de julio de 2017 en UFC 213. Los informes comenzaron a circular el 28 de junio de que Cerrone había sufrido una lesión menor y que la pareja quedaría intacta, pero se trasladó a este evento. El presidente de UFC, Dana White, confirmó más tarde que Cerrone de hecho tenía una infección por estafilococos y un tirón en la ingle, y aunque el plan era mantener la pelea, no sucedería en este evento.  Al final, la pelea fue confirmada el 2 de julio para este evento.

## Resultados
1. ↑  Por el Campeonato de Peso Semipesado. Originalmente victoria por KO de Jon Jones, posteriormente cambiado a Sin Resultado debido a que Jones dio positivo en test antidrogas.
2. ↑  Por el Campeonato de Peso Wélter.
3. ↑  Por el vacante Campeonato Femenino de Peso Pluma.

## Premios extra
Cada peleador recibió un bono de $50,000.
- Pelea de la Noche: Brian Ortega vs. Renato Moicano
- Actuación de la Noche: Jon Jones y Volkan Oezdemir